# アレハンドロ (プロレスラー)
アレハンドロ（西:Alejandro）は、日本の男性覆面レスラー。

## 略歴

### アレハンドロ（第1期）
2018年2月14日、WRESTLE-1後楽園ホール大会の児玉裕輔戦でアレハンドロとしてデビュー。
2019年3月21日、大田区総合体育館大会の第8試合第17代WRESTLE-1タッグチャンピオン決定戦にてカズ・ハヤシ& ペガソ・イルミナルと対戦し勝利を収めWRESTLE-1タッグチャンピオン王者となる。パートナーは河野真幸。
2度の防衛を果たしたが2019年6月11日、新木場1stRINGでの大会で近藤修司&立花誠吾に負け、王座陥落となる。
2020年4月1日、WRESTLE-1解散に伴いフリーランスとして活動。
2021年7月5日、九州プロレス福岡大会にて、九州プロレスタッグ王座を奪取。パートナーはめんたい☆キッド。

### 亜烈破
2021年7月11日の仙台大会「CROSS OVER 2021 in SENDAI」でおこなわれたGHCジュニアヘビー級タッグ選手権試合で、挑戦した金剛のタダスケ&覇王が敗北し、試合後に新メンバー「X」を投入し戦力補強することを予告、7月23日、後楽園ホール大会「UP TO EMOTION 2021」第5試合、HAYATA&小川良成&吉岡世起vsYO-HEY&NOSAWA論外&鈴木鼓太郎の試合中に、「金剛」のジュニアヘビー級メンバーが「X」と共に乱入し、「X」が鈴木に対してスイング式DDTやスターダスト・プレスを敢行。そのメンバー「X」が「亜烈破（アレハ）」であると公表され、名前以外は未公表だが、階級に関してはジュニアヘビー級（100kg未満）である事が明かされた。
なおこの当時、旧リングネームを明かしていなかったが、2021年8月17日、アレハンドロとして保持していた九州プロレスタッグ王座の返上を、パートナーであるめんたい☆キッドが発表。理由を「亜烈破」として再出発となったノアでの活動に集中して欲しいための発展的解散とした。そのため、亜烈破の旧リングネームがアレハンドロである事が周知された。

### アレハンドロ（第2期）
2022年2月25日、ノア 横浜ラジアントホール大会で、試合後にタッグ・パートナーのタダスケを暴行。タダスケに返り討ちにされ、金剛を追放される。直後に救援に現れた小峠篤司に対し、正規軍への加入を宣言し、小峠が了承する。
次の大会となる3月5日のノア 横浜ラジアントホール大会より、再び「アレハンドロ」のリングネームで参戦することが発表された。
2023年3月1日開催の『ジュニア夢の祭典 〜ALL STAR Jr. FESTIVAL 2023〜』では第6試合8人タッグマッチに出場。

## 人物
父親の影響で幼少時よりプロレスにのめりこみ、父はMASARU名義で獣神サンダー・ライガーのプライベートマスク等を製作する覆面職人でもある。アレハンドロのマスクも父親が制作しており、マスクには自身もあこがれを持つライガーマスクの意匠が目の縁取りや眉間などにちりばめられている。自身も父親やメキシコ遠征時にマスク制作を学び、時折制作し、被っている。

## 得意技
空回弾
スカイツイスタープレスと同型。「くうかいだん」と読む。コーナーポスト最上段から、リング内に寝ている相手への飛び技の一種。ポスト最上段にリングに背を向けた状態で上り、そのまま後方へジャンプ、空中で体をリング内方向へ約180度捻り、さらに前方回転しながら体を錐揉み回転させ、寝ている相手の腹の上に正面から落下する。
スイング式DDT
立っている相手に向かって助走をつけて飛び付き、相手の頭部を片腋に抱え込み、そのまま相手の体を軸に旋回しながら、自身が背中からマットへ倒れ込むことによって、相手の頭部をマットへ突き刺す。
トペ・コン・ヒーロ
主にノータッチ式で行われる。
ESO ES TODO
第一期アレハンドロ時代の必殺技で、亜烈破への変身以降は使用していない。
自ら走り込んでコルバタの体勢で相手に飛びついて右肩に乗り、旋回しながら頭部をクラッチし、遠心力で脳天からマットに突き刺す旋回式の変形DDT。

## タイトル歴
- WRESTLE-1タッグチャンピオンシップ
- 九州プロレスタッグ王座
- オープン・ザ・ツインゲート王座